# RheinCargo (Schiff)
Die RheinCargo ist ein Passagierschiff der Reederei M. Schmitz aus Bonn, das meist für Hafenrundfahrten in Köln eingesetzt wird. Bei Charter- oder Sonderfahrten wird der Rhein zwischen Düsseldorf und Mainz befahren. Bis zum Jahr 2012 war das Schiff mit den Namen Fürst Borwin und Ostseebad Warnemünde für Rundfahrten im Hafen Rostock im Einsatz.

## Geschichte

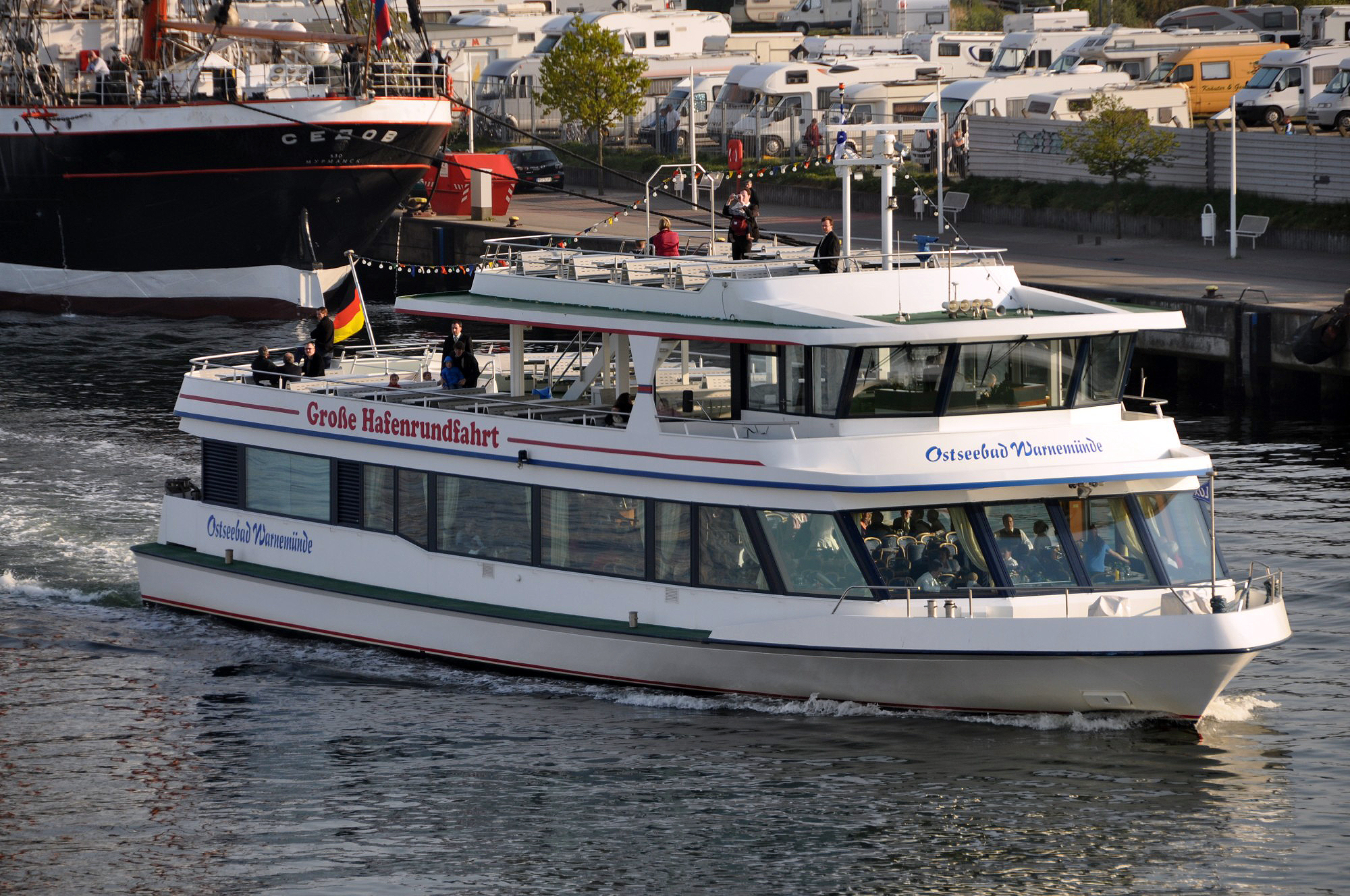
Die Ostseebad Warnemünde auf Rundfahrt in Rostock

Im Juni 2000 bestellte die Reederei Fahrgastschifffahrt Käpp'n Brass aus Warnemünde bei der Lux-Werft in Mondorf am Rhein zur Modernisierung ihrer Flotte ein Fahrgastschiff, das für Rundfahrten im Hafen Rostock konzipiert wurde. Die Kiellegung unter der Baunummer 162 erfolgte im März 2001. Nach der Fertigstellung wurde das Schiff im Oktober des gleichen Jahres unter eigener Kraft über Rhein, IJsselmeer, Nordsee, Nord-Ostsee-Kanal nach Warnemünde überführt. Mit der Taufe auf den Namen Fürst Borwin am 8. November 2001 wurde das Schiff in Dienst gestellt. Nachdem die Reederei ein älteres Schiff mit gleichen Namen verkauft hatte, wurde das Schiff am 30. Oktober 2006 in Ostseebad Warnemünde umbenannt. Nach der Saison 2012 bestellte die Reederei ein Schiff mit doppelter Fahrgastkapazität bei der Lux-Werft, welches nach Fertigstellung die Fahrten und den Namen Ostseebad Warnemünde übernehmen sollte. Infolgedessen bot sie die bisherige Namensträgerin über Schiffsmakler zum Verkauf an.
Die Kölntourist Personenschiffahrt am Dom GmbH, die seit 2010 Rundfahrten durch vier Kölner Häfen anbot, benötigte zum gleichen Zeitpunkt ein zusätzliches Schiff, da sie den Bedarf der angebotenen Hafentour mit der bestehenden Flotte von drei Schiffen, die auch für planmäßige Rundfahrten auf dem Rhein genutzt wurden, nicht mehr erfüllen konnte. Mario Schmitz, der Ehemann der Geschäftsführerin der Kölntourist, kaufte die Ostseebad Warnemünde und gründete aus haftungsrechtlichen Gründen für den Betrieb eine eigenständige GmbH & Co. KG. Anfang Januar 2013 überführte der neue Eigner das Schiff über den Wasserweg nach Köln. In Absprache mit dem Kooperationspartner der Häfen und Güterverkehr Köln wurde das Schiff in RheinCargo umbenannt. Seit April 2013 wird das Schiff auf dem Rhein eingesetzt. Bei einem Werftaufenthalt im Winter 2014 wurde der Salon zur Erschließung neuer Geschäftsfelder mit moderner Konferenzraumtechnologie ausgestattet. In den ersten beiden Jahren war am Heck des Schiffs der Registrierungshafen Köln vermerkt – als die Umregistrierung im Winter 2014/15 tatsächlich vollzogen wurde, entschied sich der Eigner aus zulassungsrechtlichen Gründen den ursprünglichen Registrierungshafen Warnemünde beizubehalten.

## Einsatz

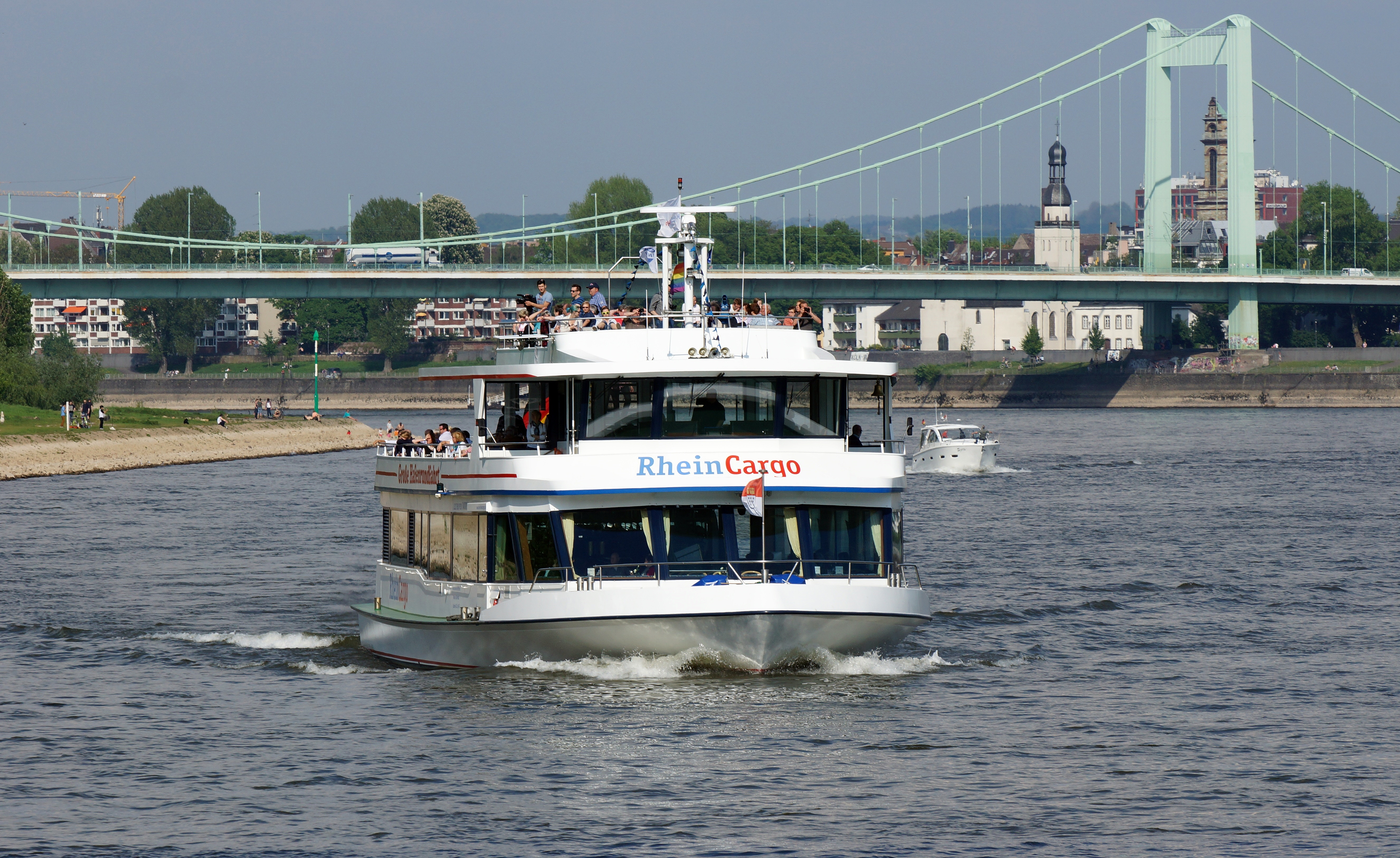
Die RheinCargo auf Rundfahrt

Zunächst setzte die Reederei die RheinCargo bei drei Hafenrundfahrten je Woche ein. Bedingt durch die gute Auslastung der Fahrten werden seit der Saison 2015 von April bis Oktober bis zu zehn Fahrten je Woche angeboten. Um den erhöhten Kapazitätsbedarf zu Messezeiten zu erfüllen oder wenn eines der beiden planmäßigen Rundfahrtschiffe nicht einsatzbereit ist, wird die RheinCargo auch auf der Rundfahrt von der Kölner Altstadt nach Rodenkirchen und zurück eingesetzt. Zu besonderen Anlässen, wie beispielsweise den Kölner Lichtern oder Rhein in Flammen, werden von der Reederei mehrstündige All-Inklusive-Fahrten angeboten.
Bei der „Großen Kölner Hafenrundfahrt“, die von einem Fremdenführer moderiert wird, werden zunächst der Rheinauhafen und der Deutzer Hafen angefahren, anschließend fährt das Schiff in den rheinabwärts gelegenen Mülheimer Hafen ein. Als letztes durchfährt die RheinCargo die vier Becken des größten Kölner Hafens Niehl I. Der abseits gelegene Godorfer Hafen und der Hafen Niehl II werden nicht angefahren, da dies die Fahrtzeit um zwei bis drei Stunden verlängern würde.

## Konstruktion, Ausstattung und Technik

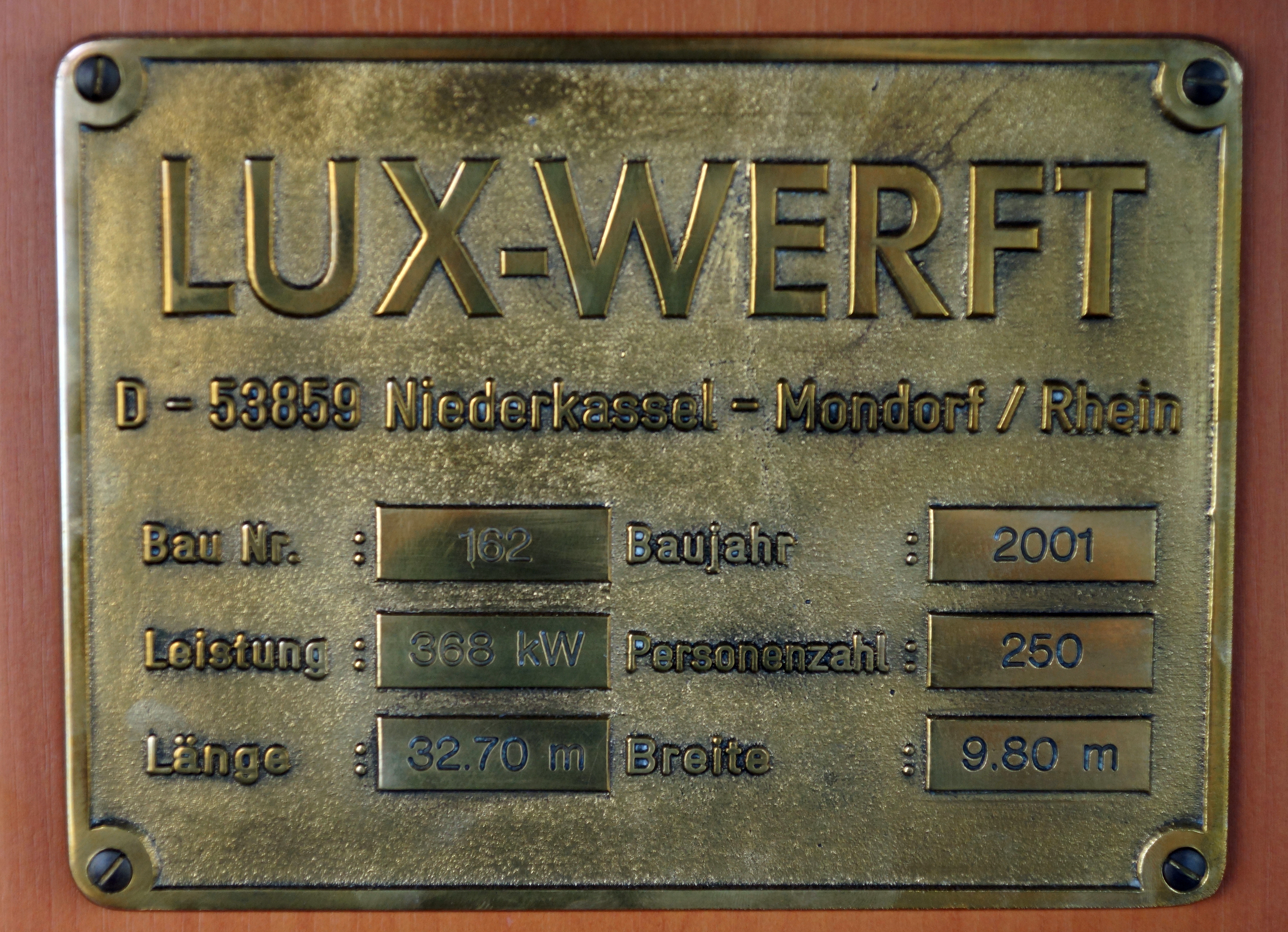
Produktionsschild der Lux-Werft

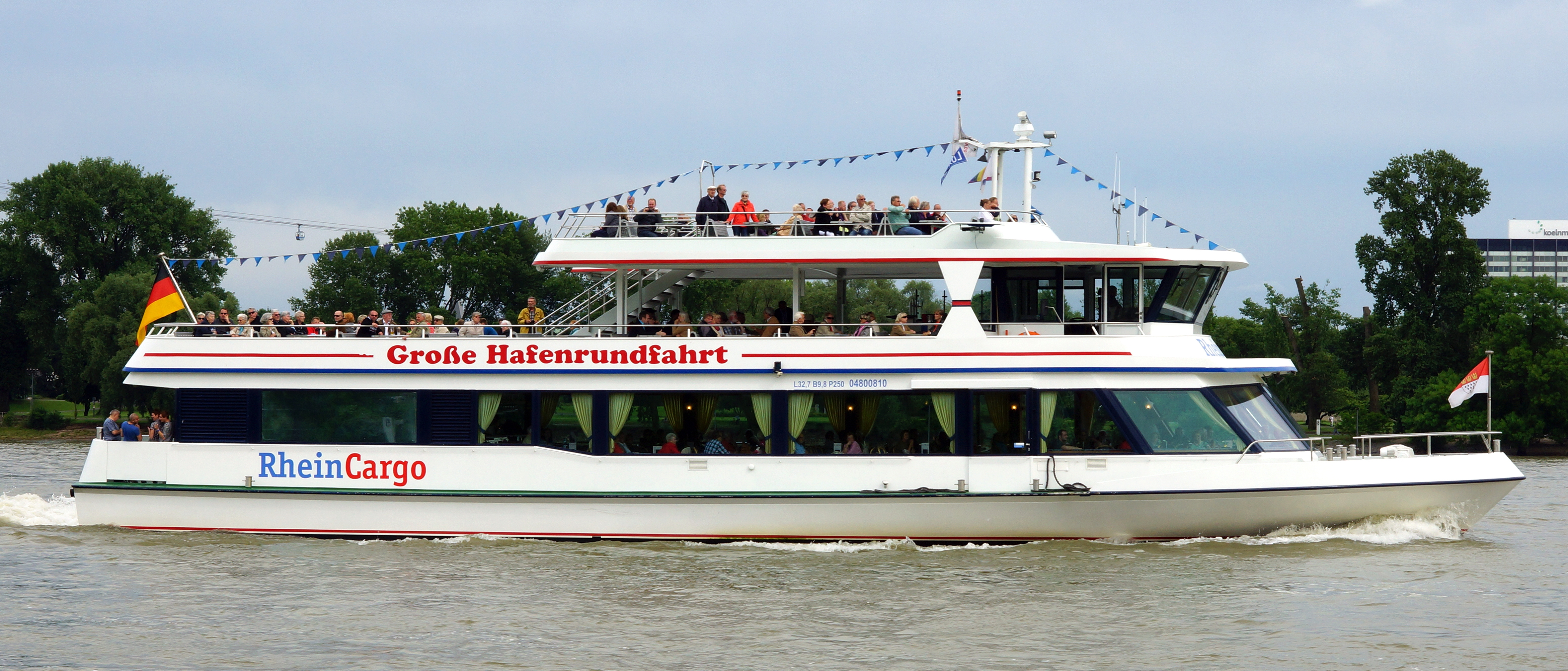
Seitenansicht

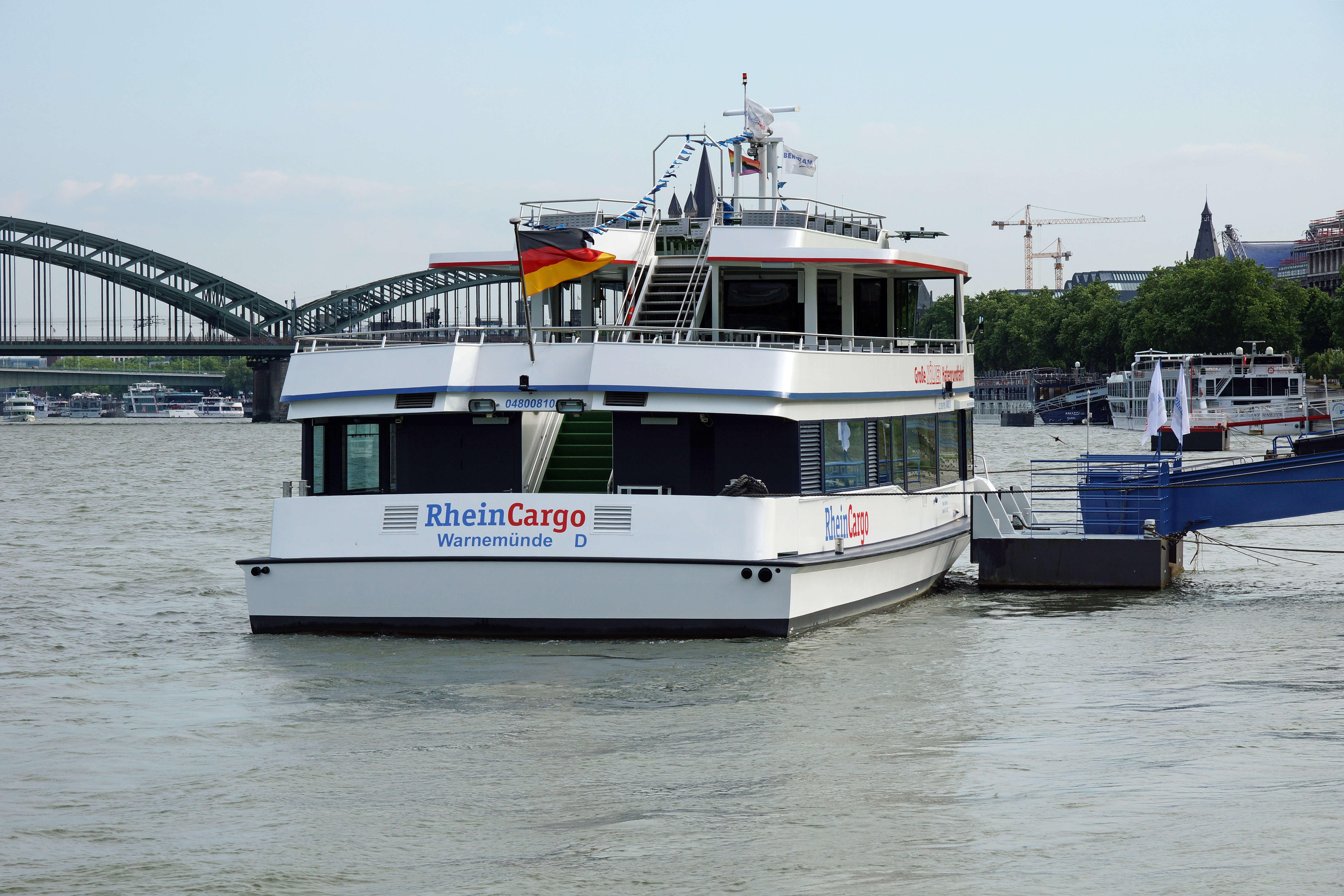
Heckansicht

Die RheinCargo ist ein Dreieinhalbdeck-Fahrgastschiff mit einem Salon im geschlossenen Hauptdeck. Im Unterdeck befinden sich neben dem Maschinen- und Bugstrahlruderraum auch die Toilettenanlagen und die Mannschaftsräume. Der mit einer Bar ausgestattete Salon im Hauptdeck ist bei Planfahrten für 102 Fahrgäste ausgelegt. Über eine Treppe im Achterbereich ist das Oberdeck zu erreichen, welches hinter dem Steuerhaus teilweise überdacht ist. Dort finden ebenfalls 102 Fahrgäste Platz. Oberhalb des Steuerhauses bis etwa zur Schiffsmitte befindet sich die so genannte „Flybridge“, ein Freideck für 48 Fahrgäste mit kompletter Rundumsicht.
Das Schiff ist 32,80 m lang und 9,80 m breit. Der maximale Tiefgang wird mit 1,40 m angegeben. Die RheinCargo wird von einem 368 kW starken MAN-Motor über einen Schottel-Twinpropeller angetrieben. Zur besseren Manövrierung beim Anlegevorgang verfügt das Schiff über ein Schottel-Pumpjet-Bugstrahlruder das über einen 230 kW starken dieselelektrischen Motor angetrieben wird. Der Bordstrom wird von einer Hilfsmaschine von MAN mit 178 kW mit und einer Hilfsmaschine von Hatz mit 123 kW erzeugt.